# Geografie Izraele
Geografie Izraele je značně rozmanitá, počínaje pouštními podmínkami na jihu, konče zasněženými vrcholky hor na severu. Izrael se nachází na východním pobřeží Středozemního moře, v jihozápadní Asii. Na severu sousedí s Libanonem, na severovýchodě se Sýrií, na východě s Jordánskem a Západním břehem Jordánu a na jihozápadě s Egyptem. Z geopolitického hlediska je někdy hranice mezi Egyptem a Izraelem pokládána za hranici mezi Asií a Afrikou, přestože se obvykle za kontinentální hranici mezi Afrikou a Asii pokládá Suezský průplav. Západně se nachází Středozemní moře, jehož pobřeží tvoří většinu z 273 km izraelské pobřežní linie, a Pásmo Gazy. Na jihu se nachází úzký přístup k Rudému moři.
Izrael se rozkládá na ploše zhruba 20 770 km², což zahrnuje i 445 km² vodních ploch. Vzdálenost mezi nejsevernějším a nejjižnějším místem je 424 km a mezi nejzápadnějším a nejvýchodnějším místem 114 km. V nejužším místě je tato západo-východní vzdálenost pouhých 15 km. Izrael také ovládá Golanské výšiny (1150 km²) a částečně Západní břeh (5879 km²).
Na jihu Izraele dominuje Negevská poušť, která se rozkládá na ploše 12 000 km², což je více než polovina celkové rozlohy země. Na severu Negevu se nachází Judská poušť, která při hranici s Jordánskem přechází v Mrtvé moře, které je, se svou nadmořskou výškou −408 m n. m., nejníže položeným místem na Zemi. Vnitrozemí centrálního Izraele dominují Judské hory na Západním břehu, zatímco centrální a severní pobřeží se skládá z rovinaté a úrodné izraelské pobřežní planiny. Na severu se ve vnitrozemí nachází pohoří Karmel, které dále přechází v úrodné Jizre'elské údolí a dále v hornatou oblast Galiley. Galilejské jezero, které se zde nachází je ohraničeno na východ Golanskými výšinami, kde se nachází nejvyšší místo, které je pod izraelskou kontrolou, hora Hermon (2236 m n. m.). Mezinárodně uznávaný nejvyšší vrchol Izraele je však hora Meron s 1208 m n. m.

## Poloha a rozloha
Střed Izraele leží na 31°30' s.š. a 34°45' v.d. Je 152. největší zemí na světě a jeho celková rozloha je 20 770 km². Vzdálenost mezi nejsevernějším a nejjižnějším místem je 424 km a mezi nejzápadnějším a nejvýchodnějším místem 114 km. V nejužším místě je tato západo-východní vzdálenost pouhých 15 km.
Na západě je Izrael ohraničen Středozemním mořem a na jihu Rudým mořem. Jihozápadně se nachází Sinajský poloostrov a východně při hranici Izraele s Jordánskem je Syrská poušť. Nejjižnějším izraelským městem je Ejlat a nejsevernějším je místní rada Metula. Izraelské výsostné vody sahají 12 námořních mil od pobřeží.

### Státní hranice
Izrael má státní hranici se čtyřmi státy a jedním autonomním územím:
- Západní břeh Jordánu – 307 km
- Egypt – 266 km
- Jordánsko – 238 km
- Libanon – 79 km
- Sýrie – 76 km
- Pásmo Gazy – 51 km

Celková délka státních hranic je 1 250 km. Z toho 1 017 km zaujímá suchozemská hranice a 273 km pobřežní hranice.

## Politická geografie

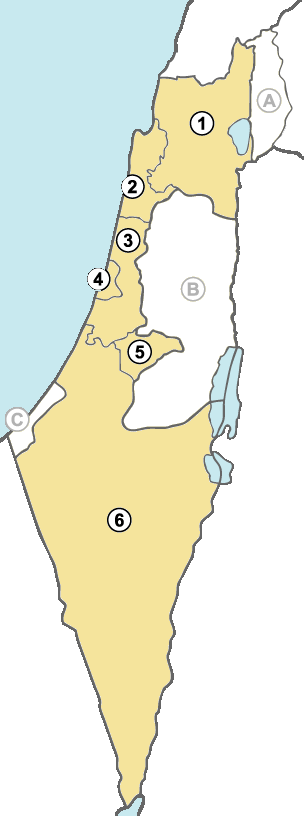
Izraelské distrikty: (1) Severní, (2) Haifský, (3) Centrální, (4) Telavivský, (5) Jeruzalém, (6) Jižní

V Izraeli je hlavní administrativní jednotkou distrikt. Celkem se zde nachází šest hlavních distriktů (hebrejsky: מחוזות; mechozot, singular: machoz) a patnáct subdistriktů (hebrejsky: נפות; nafot, singular: nafa). Každý subdistrikt se dále dělí na přirozené oblasti, kterých je padesát. Od severu k jihu jsou distrikty a jejich subdistrikty:
- Severní distrikt
  - Zefat
  - Kineret
  - Jizre'el
  - Akko
  - Golan[3]
- Haifský distrikt
  - Haifa
  - Chadera
- Centrální distrikt
  - Šaron
  - Petach Tikva
  - Ramla
  - Rechovot
- Telavivský distrikt
- Jeruzalémský distrikt
- Jižní distrikt
  - Aškelon
  - Beer Ševa
- Judea a Samaří[4]

Golanský subdistrikt, který obsahuje čtyři přírodní oblasti je v tomto výčtu zahrnut, přestože není uznáván OSN jako součást izraelského území. Oblast Judeje a Samaří zahrnuta není, jelikož zde Izrael neaplikoval svou jurisdikci.

## Fyzickogeografické regiony
Izrael se dělí do čtyř fyzickogeografických regionů. Patří mezi ně:
1. Středomořská pobřežní planina
2. Centrální pohoří
3. Jordánské údolí
4. Negevská poušť

### Středomořská pobřežní planina

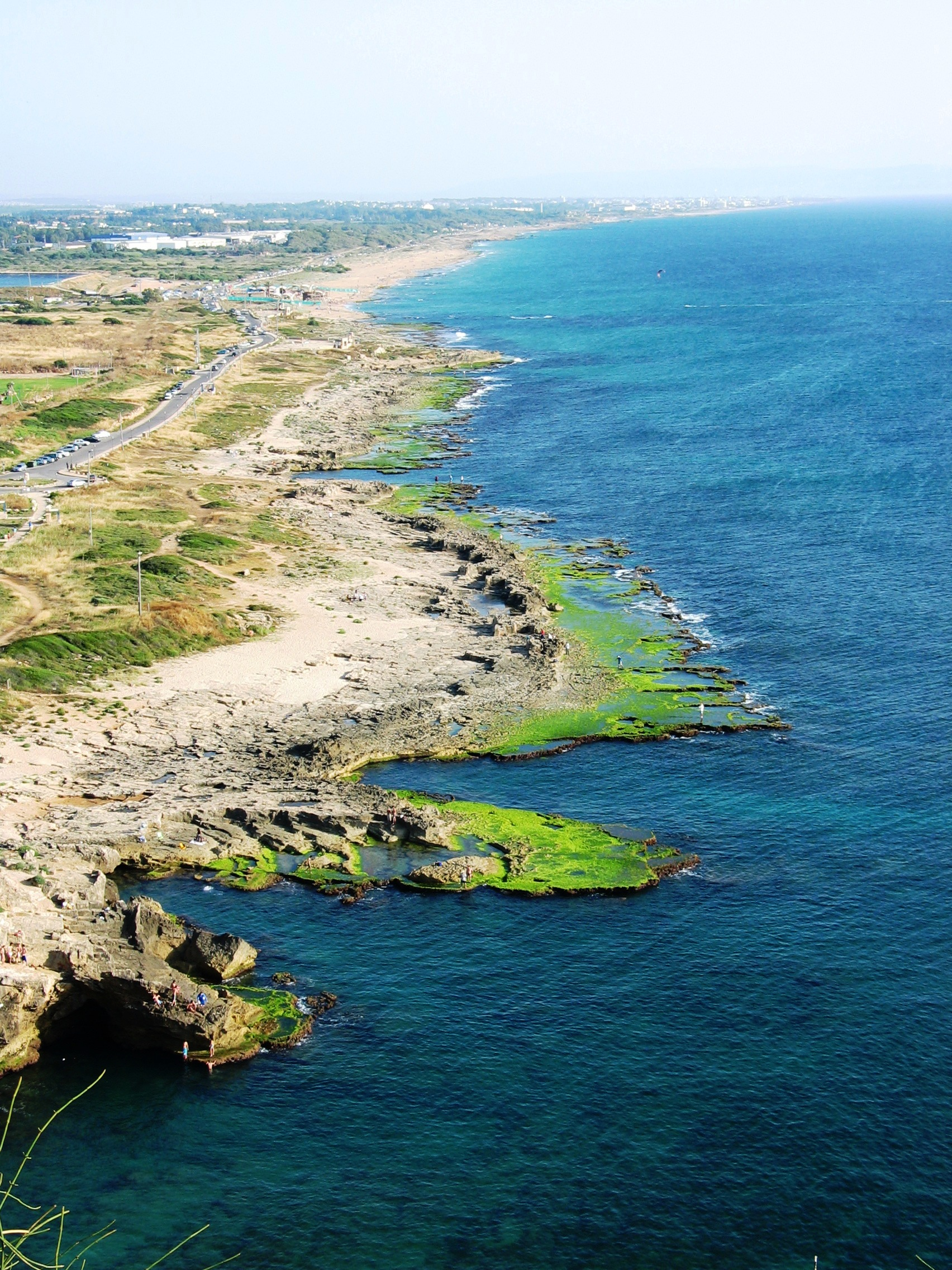
Skalnatá Severní pobřežní planina (Roš ha-nikra)

Pobřežní planina se táhne od libanonské hranice na severu až po Pásmo Gazy na jihu a je přerušena pouze mysem Karmel při Haifském zálivu. Při Pásmu Gazy je široká přibližně 40 km a směrem k severu se zužuje až na šíři 5 km u libanonské hranice. Tato oblast je úrodná, má vlhké podnebí (v minulosti postižena maláriemi) a je známa pro své citrusové sady a pěstování vinné révy. Planina je protnuta množstvím krátkých potoků, z nichž dva, Jarkon a Kišon, mají stálý průtok vody.
Oblast se dále dělí do pěti podoblastí. Západní Galilea se táhne od Roš ha-nikry na severu po třetí největší město Haifu. Jedná se o úrodnou oblast, která má při pobřeží množství malých ostrůvků. Jižně od Haify je oblast Chof ha-Karmel, který se táhne až po město Zichron Ja'akov. Další oblastí je Šaronská planina, která se táhne od města Zichron Ja'akov až po řeku Jarkon v Tel Avivu. Tato oblast je nejhustěji osídlenou oblastí v Izraeli. Jižně od tohoto místa až po Nachal Šikma je Centrální pobřežní planina. Nejjižnější oblast pobřežní planiny je Jižní pobřežní planina (také známá jako Šefela, Judská planina nebo Západní Negev), která se táhne až k Pásmu Gazy. Tato poslední oblast se dále dělí na dvě podoblasti. Besor, savanovitou oblast v severní části s relativně malým počtem osídlení a Agur-Halucam, která je rovněž velmi řídce osídlená.

### Centrální pohoří
Na východ od pobřežní planiny se nachází oblast centrální vysočiny. Na severu této oblasti jsou kopce Horní Galiley a Dolní Galiley, jejichž nadmořská výška se pohybuje od 500–700 m n. m., avšak dosahuje maxima až 1208 m n. m. na hoře Meron. Jižně od Galileje, na Západním břehu Jordánu, jsou Samařské kopce s množstvím malých a úrodných údolí, které vzácně dosahují nadmořské výšky 800 m n. m. Jižně od Jeruzaléma jsou hlavně pusté Judské hory, kde se nachází i hora Hebron. Nadmořská výška centrální vysočiny se pohybuje kolem 610 m n. m. a maximální výšky dosahuje v Galiley poblíž Safedu na hoře Meron. Do území vysočiny se z východu na západ zařezává několik údolí, z nichž největší je Jizre'elské údolí, které se táhne 48 km od Haify jihovýchodně k údolí řeky Jordán a ve svém nejširším místě má 19 km.

### Jordánské údolí

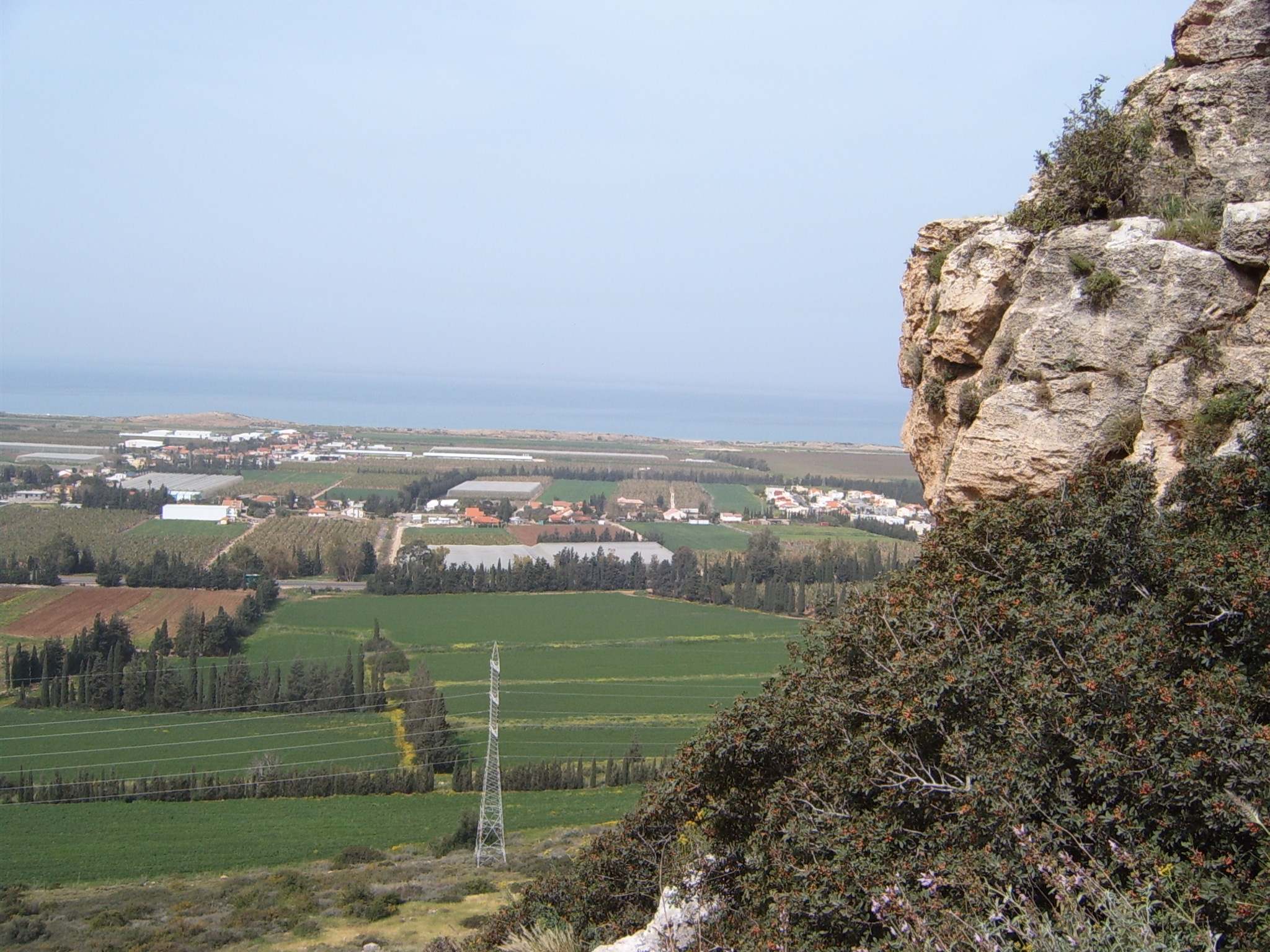
Pohled z hory Karmel na Pobřežní planinu

Východně od centrální vysočiny se nachází Jordánské údolí, které je malou částí 6 500 km dlouhé Velké příkopové propadliny. V Izraeli dominuje tomuto riftovému údolí řeka Jordán, Galilejské jezero (důležitý zdroj čerstvé pitné vody) a Mrtvé moře. Největší izraelská řeka Jordán (322 km), pramení poblíž hory Hermon v horském pásmu Antilibanon a její přítoky jsou Dan, Banias a Hasbani. Dále protéká skrz odvodněné Chulské údolí a následně se vlévá do Galilejského jezera. Galilejské jezero má v závislosti na ročním období a úhrnu srážek rozlohu vodní plochy přibližně 165 km² a nachází se v nadmořské výšce −213 m n. m. Jeho objem je odhadován na 3 km³ a slouží jako hlavní nádrž pro Národní rozvaděč vody. Po průtoku Galilejským jezerem pokračuje řeka Jordán jižním směrem, kde tvoří hranici mezi Západním břehem a Jordánskem, až nakonec končí v Mrtvém moři. Mrtvé moře má rozlohu vodní plochy 1 020 km² a s nadmořskou výškou 420 metrů pod hladinou moře se jedná o nejníže položený bod na Zemi. Jižně od Mrtvého moře pokračuje riftové údolí do Vádí al-Araba, které nemá stálý průtok vody a nakonec do Akabského zálivu.

### Negevská poušť

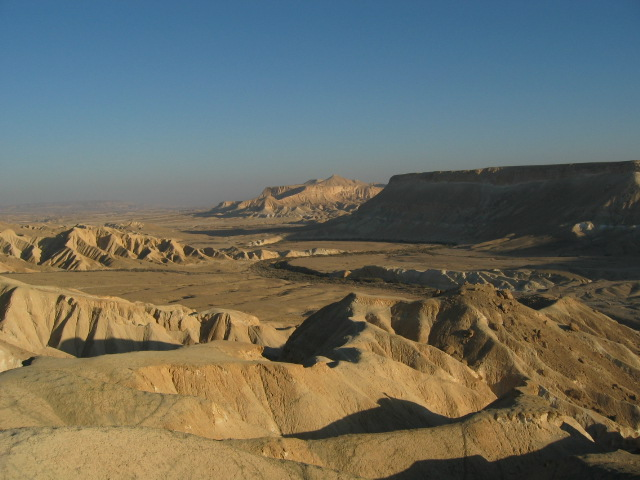
Negevská poušť

Negevská poušť se rozkládá na ploše, která zaujímá přibližně 12 tisíc km², což je více než polovina celkové rozlohy státu. Geograficky se jedná o pokračováním Sinajské pouště, které tvoří trojúhelníkem se základnou na severu poblíž Beerševy, Mrtvého moře a jižní částí Judských hor a s vrcholem v nejjižnějším výběžku země, ve městě Ejlat. Topograficky je se svými nížinami na západě, pahorkatinou v centrální části a Vádí al-Araba, při své východní hranici, paralelní s jinými oblastmi země.
V Negevské poušti jsou jedinečné útvary podobné kráterům zvané machtešim (machteš Ramon, machteš Gadol a machteš Katan). Tato oblast se dále dělí do pěti odlišných ekologických oblastní: severní, západní a centrální Negev, náhorní plošinu a Arabské údolí. Severní Negev má roční úhrn srážek 300 mm a docela úrodné půdy. Západní Negev má roční úhrn srážek 250 mm a lehké, částečně písčité půdy. Centrální Negev má roční úhrn srážek 200 mm a je charakteristický nepropustnými půdami, které umožňují minimální průsak vody, značnou půdní erozi a velký vodní odtok. Náhorní plošina Ramat ha-Negev se nachází v nadmořské výšce 370–520 m n. m. a během letních a zimních období jsou zde zaznamenávány extrémní teploty vzduchu. Její roční úhrn srážek je 100 mm a má nekvalitní a částečně slané půdy. Vádí al-Araba podél jordánských hranic se táhne 180 km z Ejlatu na jihu až po Mrtvé moře na severu a jedná se o velmi aridní oblast s ročním úhrnem srážek ani ne 50 mm.

## Geologie

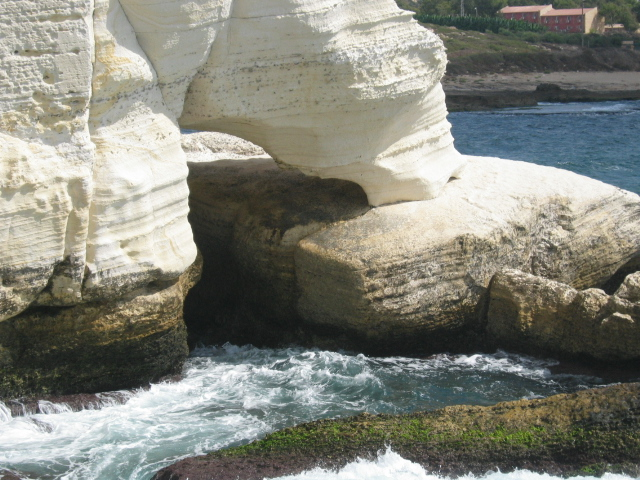
Roš ha-nikra

Izrael je rozdělen na západní a východní část horským pásmem, které se táhne v severo-jižním směru podél pobřeží. Na hřebenu tohoto pásma se nachází Jeruzalém. Východně se pak nachází nejníže položené odkryté místo na zemském povrchu, nejníže položené slané jezero a také nejslanější jezero na světě – Mrtvé moře.
Množství vápencových a pískovcových vrstev v izraelský horách umožňuje vodě téci ze západu na východ. Množství pramenů řek pramení podél Mrtvého moře v oázách, u kterých dochází k rozvoji osídlení. V Izraeli se rovněž nachází množství velkých krasů vápencového původu. Teplota v těchto krasových jeskyních se pohybuje okolo 20 °C, avšak pouze jediná z nich je zpřístupněná veřejnosti. Po celé zemi jsou běžné malé přírodní jeskyně. Ty byly po tisíce let využívány jako přístřešky, domovy, spíže, stodoly a místa setkávání.
Při severním konci izraelského pobřeží se nachází křídové útesy Roš ha-nikra, v jejichž střední měkké křídové vrstvě postupně mořské vlny vyhloubily jeskyně.

## Vodstvo

Znázornění řeky Jordán, Galilejského jezera a Mrtvého moře

Nejdelší a nejznámější izraelská řeka je řeka Jordán, která měří 320 km a pramení při jižních svazích hory Hermon v pohoří Antilibanon v Golanských výšinách. Vlévá se a následně vytéká z Galilejského jezera a poté tvoří hranici mezi Izraelem a Jordánskem, až se nakonec vlévá do Mrtvého moře. Částečně také protéká územím Západního břehu Jordánu. Přítoky Jordánu jsou Dan, Banias a Hasbani. Pouze ohledně řeky Dan však nepanují žádné spory. Hasbani přitéká z Libanonu a Banias z Golanských výšin, které si nárokuje Sýrie.
Největším izraelským jezerem, které je zásobárnou pitné vody, je Galilejské jezero (také známé jako Genezaretské jezero, Kineretské jezero či Tiberiadské jezero). Toto tvarem hruškovité jezero se nachází v severovýchodní části země. Vzdálenost mezi nejsevernějším a nejjižnějším bodem jezera je 23 km a v nejširším místě dosahuje vzdálenosti 13 km. Jezero dosahuje hloubky 45 metrů a pokrývá plochu o rozloze 166 km². Nachází se v nadmořské výšce 207 m n. m. V dřívější geologické epoše bylo jezero součástí vnitrozemského moře, které se táhlo od nynějšího Chulského údolí na severu, po Mrtvé moře na jihu. Dno jezera je součástí riftového údolí.
Jižně od Galilejského jezera se nachází Mrtvé moře, které tvoří hranici mezi Izraelem a Jordánskem a je 418 metrů pod hladinou moře, což z něj činí nejníže položené místo na Zemi. Mrtvé moře je 67 km dlouhé a jeho maximální šířka dosahuje 16 km. Rovněž tvoří součást riftového údolí.
V Izraeli nejsou žádné splavné umělé kanály, ačkoliv existuje zde Národní rozvaděč vody (National Water Carrier), což je potrubí přivádějící pitnou vodu. Existovaly návrhy na propojení Středozemního a Mrtvého moře nebo Rudého a Mrtvého moře, avšak nakonec byly tyto návrhy opuštěny.

## Klima

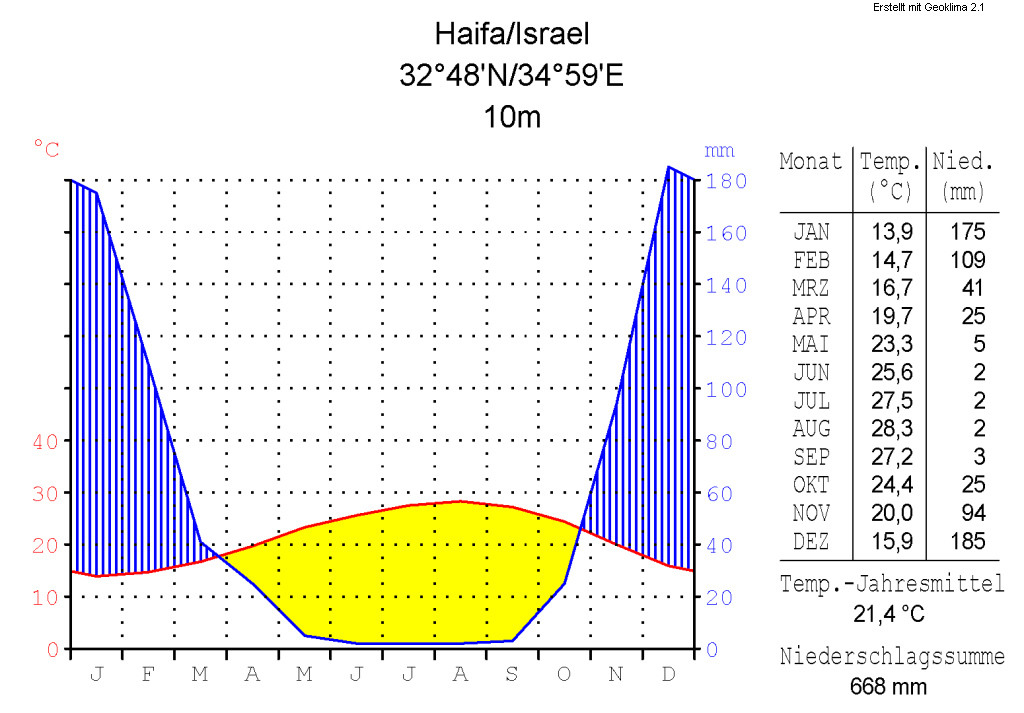
Klimadiagram, Haifa

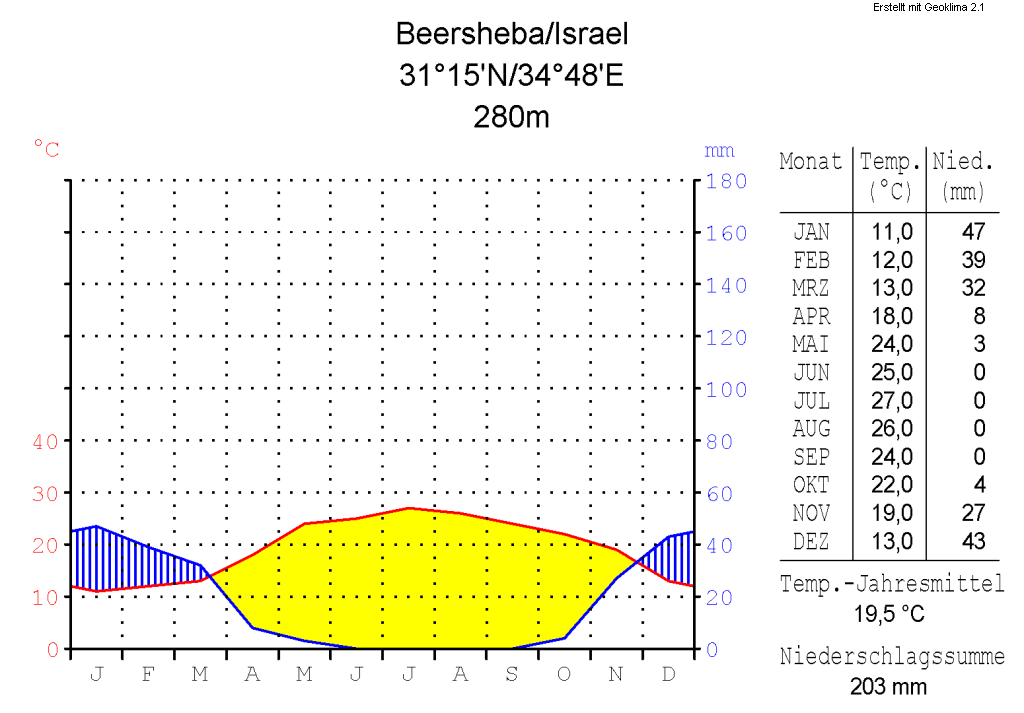
Klimadiagram, Beerševa

Izrael má středomořské klima s dlouhými, teplými a suchými léty a relativně krátkými, chladnými a deštivými zimami (Köppenova klasifikace podnebí – Csa). Takovéto klima má Izrael především díky své poloze mezi subtropickou vyprahlostí Sahary a arabskými pouštěmi a subtropickou vlhkostí Levanty a východního Středomoří. Klimatické podmínky jsou velmi různorodé a liší se v závislosti na nadmořské výšce, zeměpisné šířce a vzdálenosti od Středomoří.
V průměru je nejchladnějším měsícem leden, s teplotami pohybujícími se mezi 6 a 15 °C, zatímco nejteplejšími měsíci jsou červenec a srpen s průměrnými teplotami 22–33 °C. Podél středomořského pobřeží jsou léta velmi vlhká, avšak v centrální vysočině, riftovém údolí a Negevské poušti jsou velmi suchá. Nejvyšší teploty v celé zemi jsou často v pouštním a přímořském městě Ejlat, kde dosahují 44–46 °C. V průměru více než 70 % dešťových srážek v Izraeli spadne mezi listopadem a březnem, zatímco období mezi měsíci červen a srpen je většinou bezdeštné. Srážky jsou nerovnoměrné a významné v nižších polohách a na jihu země. V nejjižnějších částech země se průměrný roční úhrn srážek pohybuje kolem 30 mm, zatímco na severu průměrný roční úhrn srážek přesahuje 900 mm. Množství srážek se liší během jednotlivých ročních období i během jednotlivých let a zejména to platí v Negevské poušti. Většina srážek je koncentrována v náhlých bouřkách, které způsobují erozi a náhlé záplavy. V zimě často ve vyšších nadmořských výškách přechází dešťové srážky ve sněhové, a to včetně Jeruzaléma. Hora Hermon má sezónní sněhovou pokrývku, která po většinu zimy a na jaře pokrývá všechny její vrcholky. Nejvíce kultivovaná místa v Izraeli, která tvoří třetinu území, jsou taková, jejichž průměrný roční úhrn srážek přesáhne 300 mm.
Během deštivých období jsou běžné bouřky a krupobití a občas dojde k zasažení středomořského pobřeží vodní smrští. V dubnu 2006 zasáhla západní Galileu supercela a tornádo 2. stupně Fujitovy stupnice, které způsobilo vážné škody a mělo za následek 75 zraněných.

## Ochrana přírody

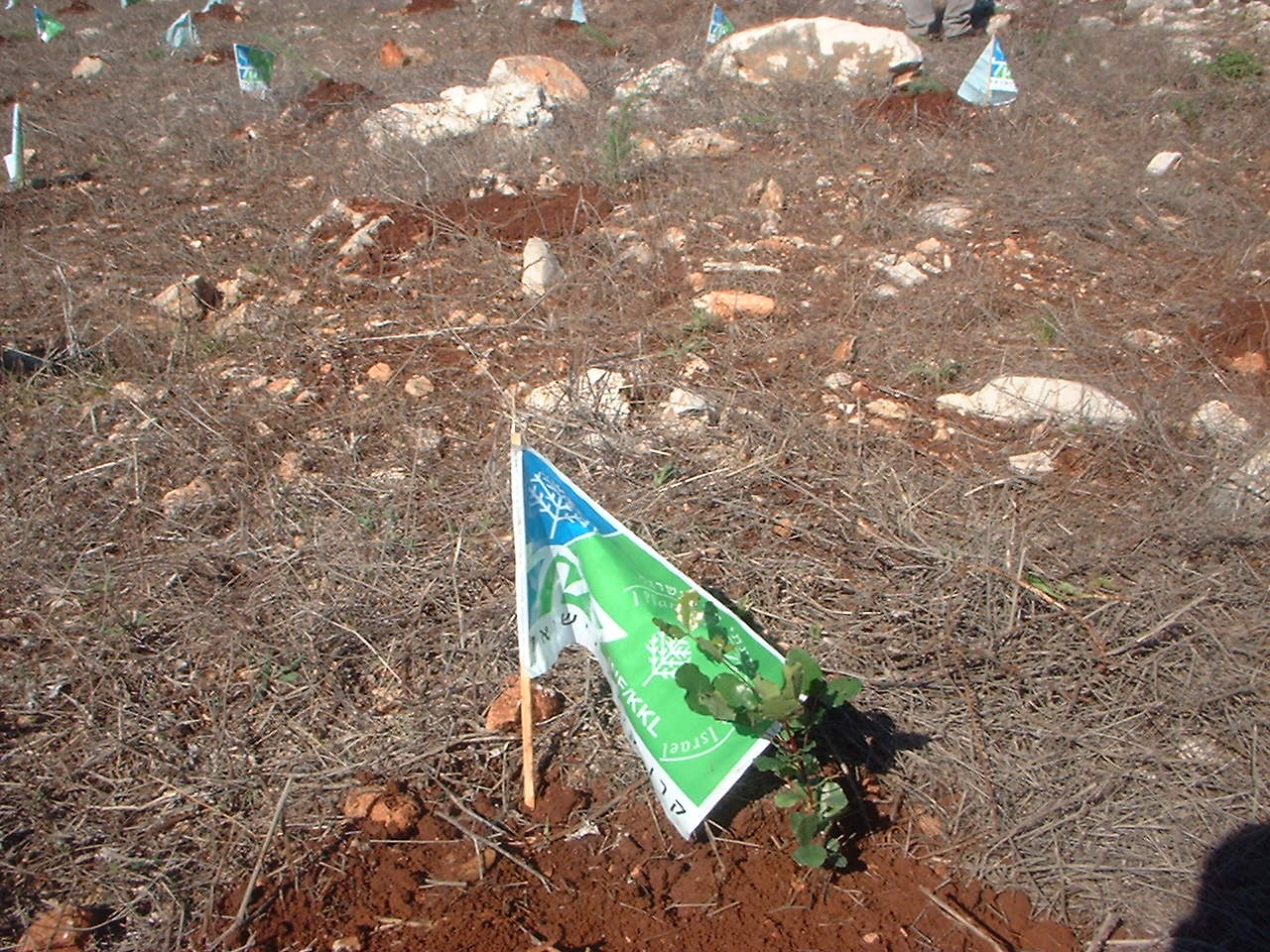
Nově vysazený strom

Izraelský zájem na ochranu životního prostředí zahrnuje nejrůznější problematiky, počínaje přírodními riziky, konče riziky, které způsobil člověk, v dlouhém časovém období od starověkých dějin až po současný moderní rozvoj. Mezi přírodní rizika, kterým musí Izrael čelit, patří písečné bouře, které se někdy během jara vyskytují v poušti na jihu země, období sucha v letních měsících, náhlé povodně a pravidelná zemětřesení, která jsou většinou malého rozsahu, avšak existuje stále riziko, vzhledem k izraelské poloze podél Jordánské příkopové propadliny. Mezi současné ekologické problémy patří nedostatek orné půdy a zdroje čerstvé pitné vody. Přestože byla zavedena opatření k zavlažování a pěstování v poušti, je problémem nutné množství vody pro tak rozsáhlé zavlažování. V pouštní oblasti je rovněž potenciálním rizikem dezertifikace. Mezi další problém patří průmyslové a automobilové emise a na ně navazující znečištění ovzduší a znečištění vody průmyslovým a domácím odpadem. Problémem je rovněž používání umělých průmyslových hnojiv a pesticidů.
Izrael podepsal mnoho mezinárodních dohod o životním prostředí:
- Úmluva o biologické diverzitě
- Rámcová úmluva OSN o klimatických změnách
- Úmluva OSN o boji proti desertifikaci
- Úmluva o mezinárodním obchodu s ohroženými druhy volně žijících živočichů a rostlin
- Nebezpečné odpady
- Smlouva o všeobecném zákazu jaderných zkoušek
- Montrealský protokol
- Mezinárodní úmluva o zabránění znečišťování z lodí
- Ramsarská úmluva

Dále Izrael podepsal, ale zatím neratifikoval:
- Kjótský protokol
- Úmluva o rybolovu a zachování živých zdrojů v mořích

## Socioekonomická geografie

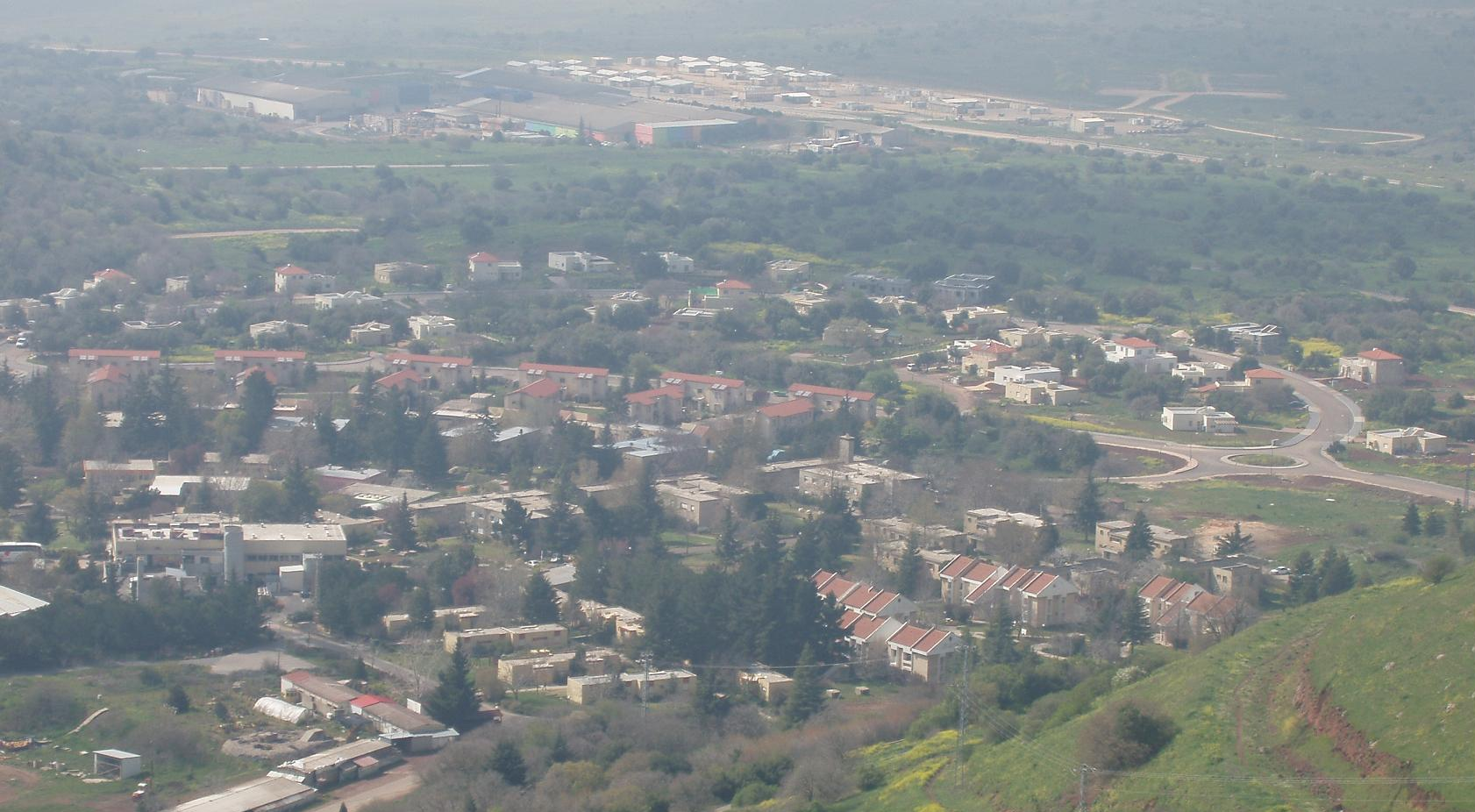
Kibucy, jako Merom Golan, jsou pro Izrael typické

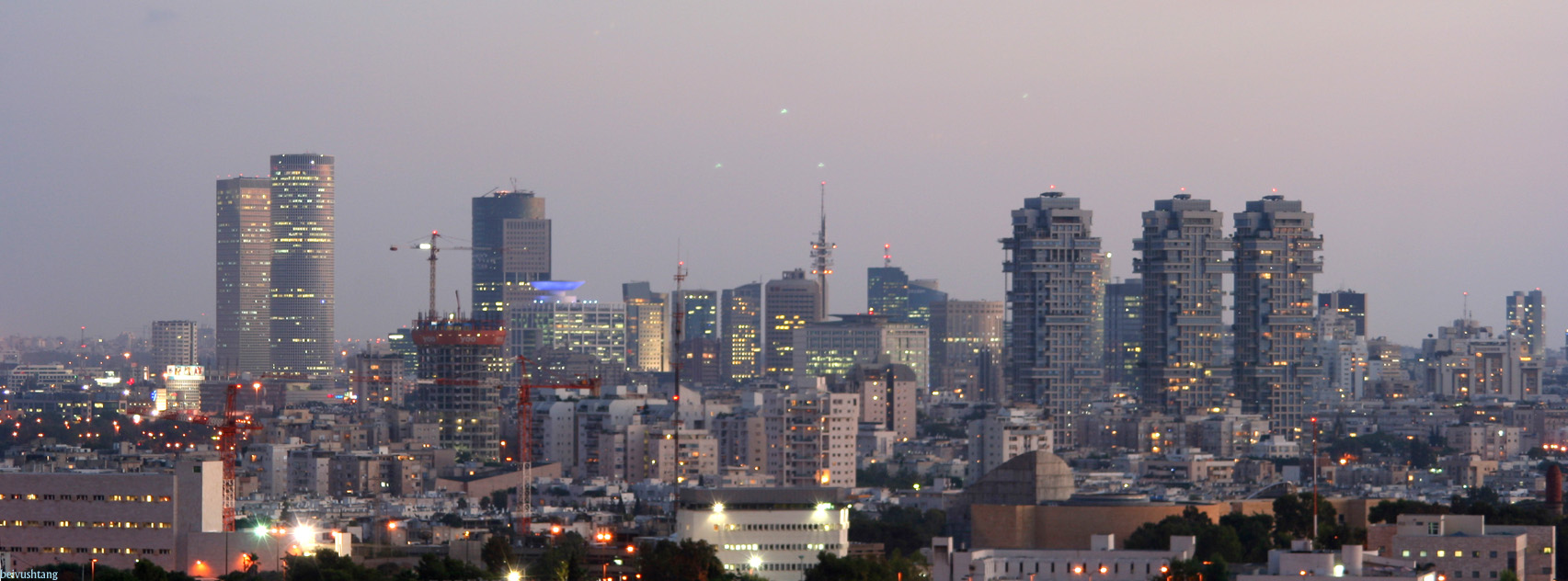
Panorama Tel Avivu

V květnu 2008 měl Izrael celkem 7 282 470 obyvatel. Pro statistické účely se v zemi nacházejí tři metropolitní oblasti: Guš Dan (3 150 000 obyvatel), Haifa (996 000 obyvatel) a Beerševa (531 600 obyvatel). Někteří geografové tvrdí, že by se jako metropolitní oblasti, měla počítat i města Jeruzalém, jakožto hlavní a největší město s populací 732 100 obyvatel a Nazaret. V Izraeli je celkem 74 měst, z nichž populace 14 z nich přesahuje 100 000 obyvatel. Další formy místní vlády jsou v Izraeli místní rady, kterých existuje 144, a které spravují malé správní obvody mající více než 2 000 obyvatel, a oblastní rady, kterých je 53, a které spravují malé komunity na relativně velkém území.
Izraelská populace je demograficky velice různorodá. Z etnického hlediska jsou 75,8 % Židé, 19,9 % Arabové a zbývající 4 % jsou další národnosti. Podle náboženství jsou zhruba tři čtvrtiny populace (76,1 %) Židé, 16 % jsou muslimové, 2 % křesťané, 2 % Drúzové a 4 % osoby jiného vyznání. 40–50 % izraelských Židů se označuje jako sekulární, 30–40 % jako tradicionalisté a přibližně 20 % jako religiózní (z toho 8 % jsou charedim).
Na izraelském venkově se nacházejí dva specifické druhy osídlení: mošav a kibuc. Původně se jednalo o kolektivní a družstevni osady. Postupem času úroveň družstevnictví v těchto osadách poklesla a některá tato družstva úplně zanikla. Všechna venkovská osídlení a mnoho malých měst jsou začleněny do oblastních rad. Rozdělení ve využití krajiny (land use) je v Izraeli: 17 % orné půdy, 4 % trvalé porosty a 79 % jiné využití. K roku 2003 bylo 1 940 km² zemědělské půdy zavlažováno.
Celkem se na Západním břehu Jordánu nachází 242 izraelských osad, 42 na Golanských výšinách a 29 ve východním Jeruzalémě.
Na rozdíl od většiny zemí Blízkého východu nemá Izrael významná naleziště ropy a zemního plynu a jeho zbylá naleziště jsou velmi limitována. Mezi suroviny, které těží patří měď, fosfáty, bromid, uhličitan draselný, jíl, písek, síra, asfalt a mangan.